# Dīneh Kabūd-e ‘Olyā
Dīneh Kabūd-e ‘Olyā (persiska: دينِه كَبود, Dīneh Kabūd, دينه كبود علیا) är en ort i Iran.   Den ligger i provinsen Markazi, i den centrala delen av landet, 250 km sydväst om huvudstaden Teheran. Dīneh Kabūd-e ‘Olyā ligger 2 208 meter över havet och antalet invånare är 434.
Terrängen runt Dīneh Kabūd-e ‘Olyā är huvudsakligen kuperad, men den allra närmaste omgivningen är platt.Runt Dīneh Kabūd-e ‘Olyā är det ganska tätbefolkat, med 54 invånare per kvadratkilometer. Närmaste större samhälle är Bāzneh, 19,5 km väster om Dīneh Kabūd-e ‘Olyā. Trakten runt Dīneh Kabūd-e ‘Olyā består i huvudsak av gräsmarker.